# 핵심 성공 요인
핵심 성공 요인(Critical Success Factor, CSF)은 목표 성취를 위해 필요한 요소를 뜻하는 용어이다. 전략적 분석이나 핵심 성공 요인 접근에서는 조직의 정보 요구사항이 소수 핵심 성공 요인으로 결정된다고 강조한다.
핵심 성공 요인은 산업, 해당기업, 관리자, 광범위한 환경으로 구체화된다. 예를 들어, 자동차 산업을 위한 핵심 성공 요인은 시장점유율과 수익증가의 목표를 달성하려고 스타일링, 품질비용 등을 포함할 수 있다. 새로운 정보시스템은 기업이 이 목표들을 달성하는 데 필요한 정보를 제공해야 한다.
핵심 성공 요인 방법의 장점은 전사적 분석보다 적은 양의 데이터가 발생된다는 점이다. 고위경영층만 인터뷰하면 되고, 조직에서 어떤 정보가 사용되는지 등의 광범위한 질문보다는 소수의 CSF에 집중하면 된다. 이 방법은 관리자가 그들의 환경을 검토하고, 그 결과 필요한 정보가 무엇인지 제시하도록 명확하게 요구한다. 분석 결과는 의사결정지원시스템(DSS)과 중역지원시스템(ESS) 개발에 유용하게 사용될 수 있다. 전사적 분석과 달리, 핵심 성공 요인 방법은 어떻게 정보를 다루어야 하는지에 조직의 초점을 맞춘다. 이 방법의 주요 약점은 개인별 핵심 성공 요인을 확실하게 기업의 유형으로 통합할 수 있는 확고한 방법이 없다는 것이다. 더욱이 인터뷰 대상자들은 개인과 조직의 CSF를 구분하는데 다소 혼란을 겪는다. 개인과 조직의 핵심 성공 요인이 반드시 일치하지 않기 때문이다. 때로는 관리자가 중요하다고 간주하는 것이 조직 차원에서는 중요하지 않을 수도 있다. 핵심 성공 요인을 위한 방법이 일선관리자를 대상으로 필요한 아이디어를 도출하도록 할 수는 있지만, 여전히 고위경영층에게 편향된 것은 사실이다.

## 핵심 성공 요인 분석법
조직의 비전과 목표를 중심으로 조직에게 가장 핵심적인 경쟁우위 요소를 찾아내어 전략정보시스템의 활용기회를 찾는 방법이라고 할 수 있다. 즉 기업은 성공적인 경쟁전략을 도출하기 위해서 비전을 중심으로 조직의 내부환경과 외부환경을 분석하게 되는데, 이 때 내부환경을 분석하는 한 방법이 핵심성공요인 분석이다.

### SWOT분석을 이용한 방법
SWOT분석을 이용한 경쟁요인모델에서는 자사의 강점, 약점 외부 환경의 기회, 위협을 분석하여 향후 나아가야 할 전략의 방향을 정한다.
SWOT매트릭스를 이용하여 CSF를 도출할 수 있다. 도출된 CSF의 연관성을 검토하여 연관성의 강도에 따라 강한 연관성을 지니고 있는 절대 성공요인을 표현하여 정보시스템을 이용해 보완할 수 있는 기회를 찾아낼 수 있다.

### Needs분석을 통한 방법
가치시스템 상에서 각 당사자들간의 상호요구사항을 분석하여 열거한 뒤 서로 관련성이 발견된 분야를 CSF 후보요소로 규정하고 이에 대한 우선순위를 정하여 최종적인 CSF를 정하는 방식이다.

## 같이 보기
- 사업 모형
- 고객 관계 관리
- 비즈니스 모델 캔버스